# コモンズ
コモンズ（Commons）は、日本語でいう入会（いりあい）の英訳。ドイツ語では Allmende。ただし、日本の入会地は、ほとんどが入会団体などの特定集団によって所有・管理されているため、誰の所有にも属さない放牧地（草原を広範囲に移動する遊牧民でも自由に利用できる放牧地）などを意味する「コモンズ」とはニュアンスが異なる。
日本国の法制度における入会の取り扱いは入会権を参照。
前近代の遺制であるが、法制度上も実際にも存続している。入会権が民事調停によって消滅すること、財産処分に関する代表者が土地を売却したときは入会権は消滅し、売却代金を横領した代表者に対する損害賠償請求ができるにとどまることを示した実例として、「小繋事件」がある。また、地元の「岩手入会・コモンズの会」（会長：岩手大学前学長海妻矩彦）などにより研究が進められている。
コモンズについては古くから研究の蓄積があるが、近年、早稲田大学COEプログラムで研究がなされている（コモンズ・所有・新しい社会システムの可能性 : 小繋事件が問いかけるもの）。また、NPOメディア・ネットワークは、コモンズを「コミュニティ・コモン」（コモンズの単数形）と表現し、21世紀型の“ムラ社会”を提案している。同様の試みとして、他に萬羽敏郎「21世紀の入会地（いりあいち）=コモンズによる郊外再生」（2001年日本委員会編『人口減少社会』）がある。

## 入会（いりあい）という意味で使用されている例
- コモンズ研究会（外部リンクを参照）
- ウィキメディア・コモンズ Wikimedia Commons - ウィキメディアプロジェクトなどで利用できる、画像、音声、動画、など、あらゆる情報を包括し、供給するためのプロジェクトのこと。
- クリエイティブ・コモンズ - 製作物の流通・利用促進と著作権の尊重との両立を目指す非営利団体、およびその運動。帰属、非商用、派生禁止などのライセンスを提案している。
- ニコニ・コモンズ - ドワンゴ（東証一部上場企業）が運営するサービス。
- Jakarta Commons - 再利用可能なJavaコンポーネントを提供するプロジェクトのこと。
- コモンズ - 東京都新宿区に本社がある出版社。
- The Commons《ざ・こもんず》 - 島桂次の「東京万華鏡」と山川暁夫・高野孟の雑誌「インサイダー」を継承したニュースWebサイト。
- commmons（コモンズ） - 坂本龍一がエイベックスと共同で設立したレコードレーベル。
- コモンズの悲劇 - 統制のない共有資源が乱獲されることによって枯渇することをいう経済学上の法則。
- アンチコモンズの悲劇 - 複数の権利者により共有されている資源が、それら権利者のうち一人（以上）の利用拒否権発動のため、誰も利用できないという状態。社会にとって損失である。

## その他の例
- ジョン・ロジャーズ・コモンズ - アメリカ合衆国の制度学派経済学者。

## 参考図書
- 熊本一規『公共事業はどこが間違っているのか？―コモンズ行動学入門／早わかり「入会権・漁業権・水利権」』 ISBN 978-4-944114-04-7
- 中尾英俊『村からのたより』『入会権の判例総合解説』、『戦後入会判決集』全3巻、『入会裁判の実証的研究』
- 北條浩『入会の法社会学』 上下
- 忍草母の会事務局『北富士入会の闘い』 ISBN 4-275-00289-X
- 三俣学・室田武・森元早苗『コモンズ研究のフロンティア』 ISBN 978-4-13-046095-8
- 室田武・三俣学『入会林野とコモンズ』ISBN 978-4-535-55335-4
- 菅豊『川は誰のものか-人と環境の民俗学』ISBN 4-642-05605-X